# Condado de Athabasca
El condado de Athabasca es un distrito municipal canadiense situado en la provincia de Alberta.

## Superficie
Athabasca tiene una superficie de 6111,3 km².

## Demografía
En 2021, tenía 6959 habitantes, una densidad poblacional de 1,1 hab./km², y 3746 viviendas.